# آرین آنتونی لوکاسن
آرین آنتونی لوکاسن (به هلندی: Arjen Anthony Lucassen) موسیقی‌دان اهل کشور هلند است که بیشتر به خاطر پروژه بلندمدت پراگرسیو اپرایی خود به نام ارین شناخته می‌شود. وی پروژه‌های جانبی دیگری نیز دارد و با طیف وسیعی از موسیقیدانان (خصوصاً پراگرسیو و هوی متال) در پروژه‌هایش همکاری داشته است.
آرین سازهای مختلفی را می‌نوازد، اما سازهای او را عمدتاً گیتار و کیبورد تشکیل می‌دهد. او بنیانگذار و عضوی از گروه‌های Guilt Machine، استار وان نیز می‌باشد.